# Ironman Les Sables d’Olonne-Vendée
Der Ironman Les Sables d’Olonne-Vendée ist ein Triathlon-Wettbewerb über die Ironman-Distanz (3,86 km Schwimmen, 180,2 km Radfahren und 42,195 km Laufen) an der französischen Atlantikküste. Er wurde einmalig am 22. Juni 2025 in Les Sables-d’Olonne-Vendée ausgetragen werden.

## Organisation
Dieses Rennen sollte dort den bereits sechsmal an gleicher Stelle über die Mitteldistanz (1,9 km Schwimmen, 90 km Radfahren und 21,1 km Laufen) ausgetragenen Ironman 70.3 Les Sables d’Olonne ablösen.
Ein Startplatz beim Ironman Les Sables d’Olonne-Vendée kostete rund 750 Euro (8/2024). Bei den Einheimischen kam es zu Diskussionen mit den Veranstaltern, wie lange man während der Haupturlaubszeit, die wichtige Promenade sperren soll, denn diese wird auch zu diesem Zeitpunkt von zahlungskräftigen Touristen besucht. 
Beim Männerrennen waren 2025 nur Amateure zugelassen, bei den Frauen auch Profis. Der Titel bei den Frauen ging an die Britin India Lee.
2026 soll der Ironman Les Sables d’Olonne-Vendée nach nur einer Austragung als Langdistanz zur 70.3-Distanz zurückkehren.

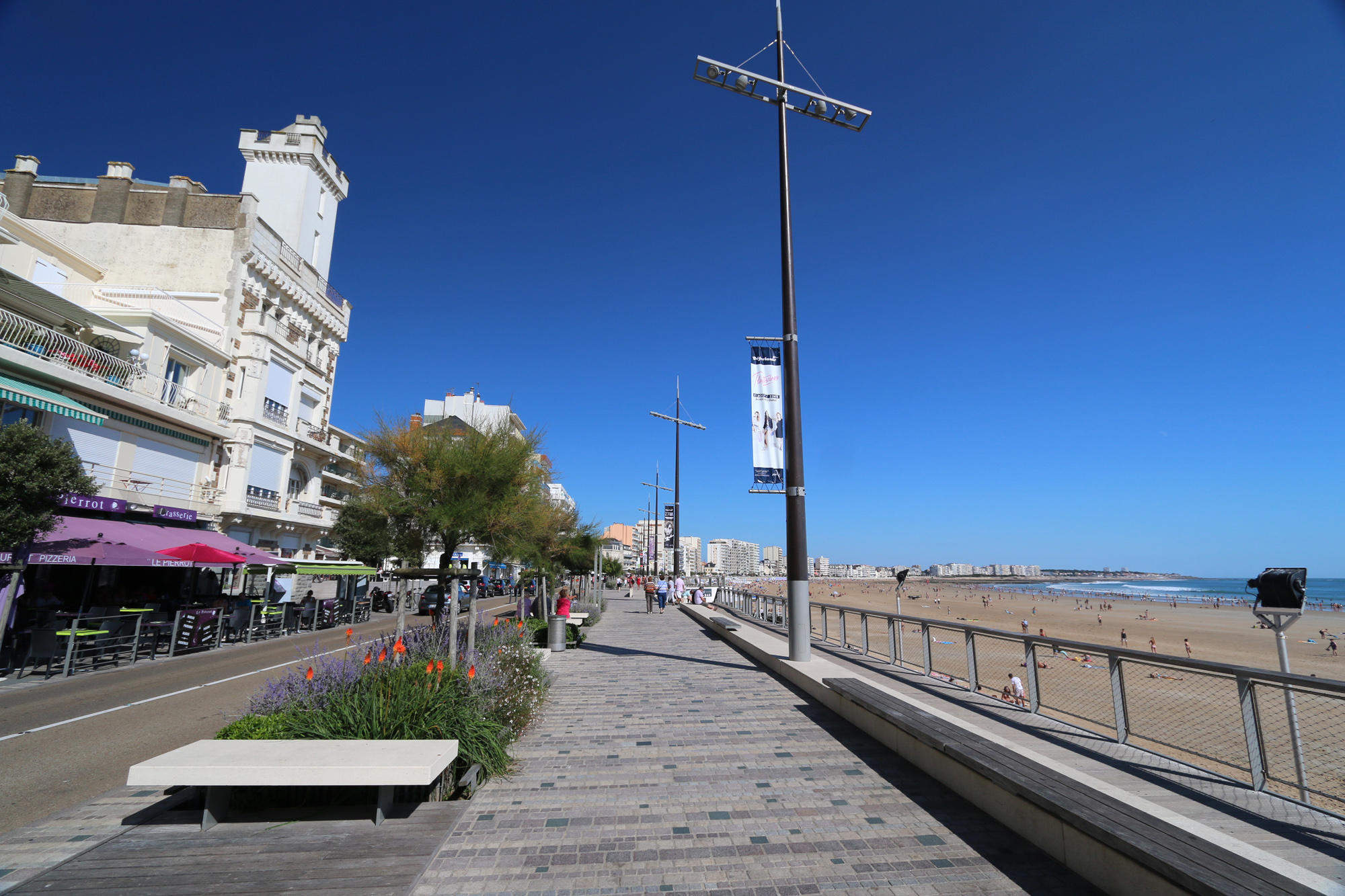
Die Promenade von Les Sables d’Olonne, 2014

## Streckenverlauf
- Die Schwimmdistanz über 3,8 Kilometer ging über einen Bogen vom Strand in den Hafen entlang der Kaimauer.
- Die hügelige Radstrecke führte über einen einmal zu durchfahrenden Rundkurs mit Schleifen durchs Umland. Die Strecke hat 1274 Höhenmeter.
- Die Laufstrecke über die Marathondistanz verlief über einen viermal zu absolvierenden Kurs mit 602 Höhenmetern.

## Weblinks

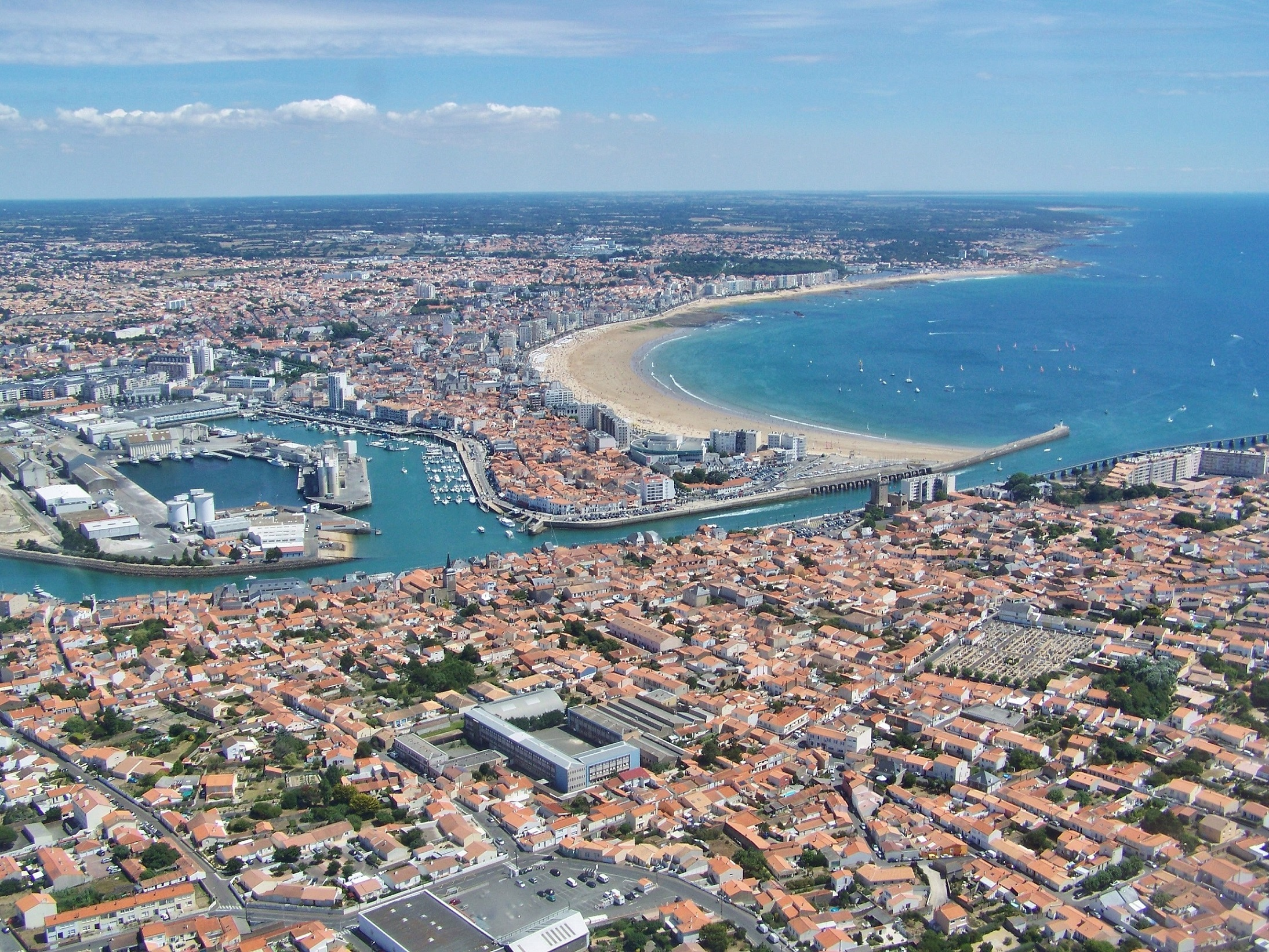
Les Sables-d'Olonne (2010)

## Siegerliste
| Datum/Jahr    | Männer           | Männer         | Männer          | Frauen       | Frauen        | Frauen          |
| Datum/Jahr    | Erster Platz     | Zweiter Platz  | Dritter Platz   | Erster Platz | Zweiter Platz | Dritter Platz   |
| ------------- | ---------------- | -------------- | --------------- | ------------ | ------------- | --------------- |
| 22. Juni 2025 | Alexandre Caille | Lennard Peters | Amandin Colvray | India Lee    | Els Visser    | Diede Diederiks |